# Chenopodium leptophyllum
Chenopodium leptophyllum är en amarantväxtart som först beskrevs av Horace Bénédict Alfred Moquin-Tandon, och fick sitt nu gällande namn av Thomas Nuttall och Sereno Watson. Chenopodium leptophyllum ingår i släktet ogräsmållor, och familjen amarantväxter. Inga underarter finns listade i Catalogue of Life.

## Bildgalleri

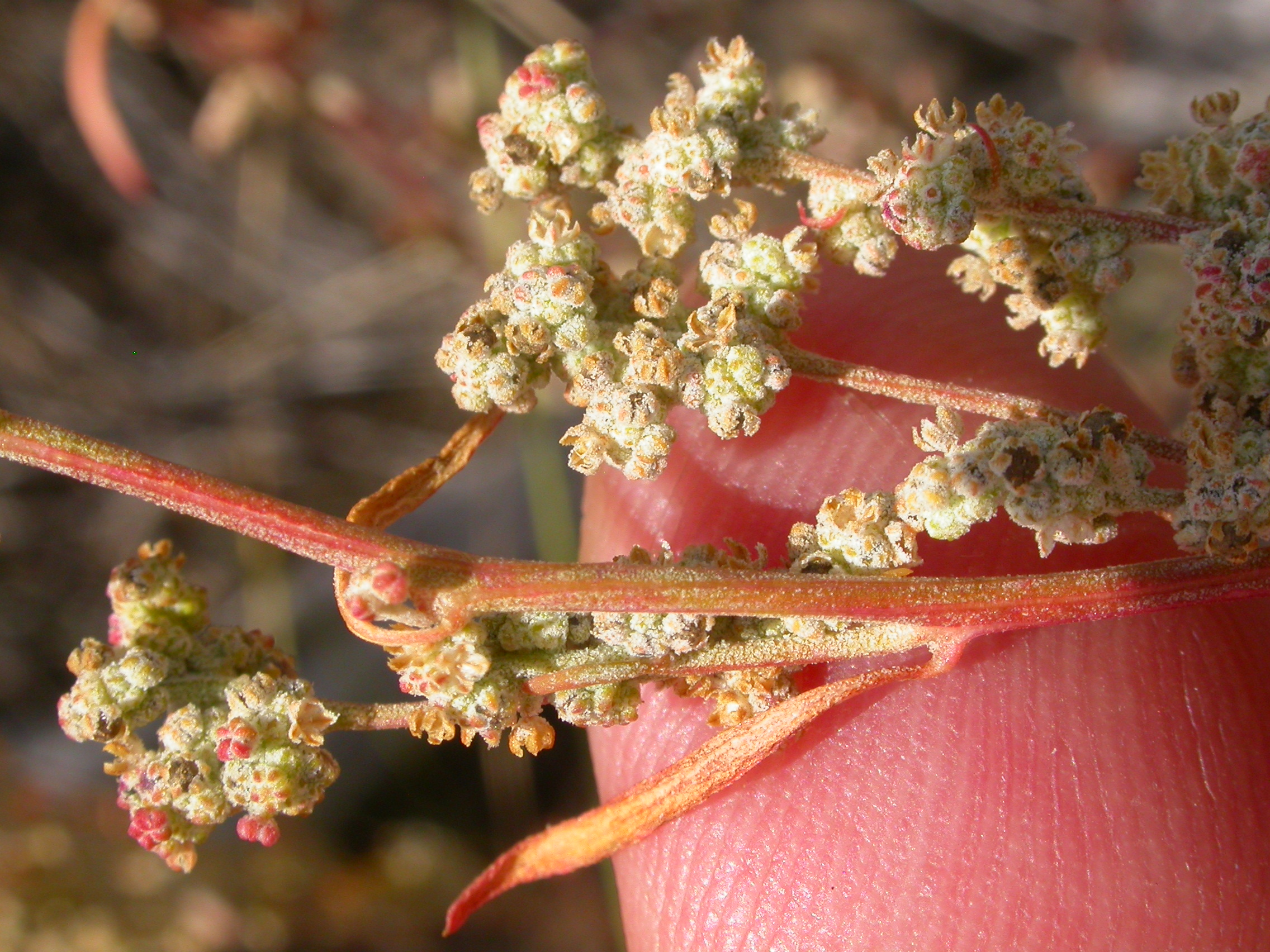
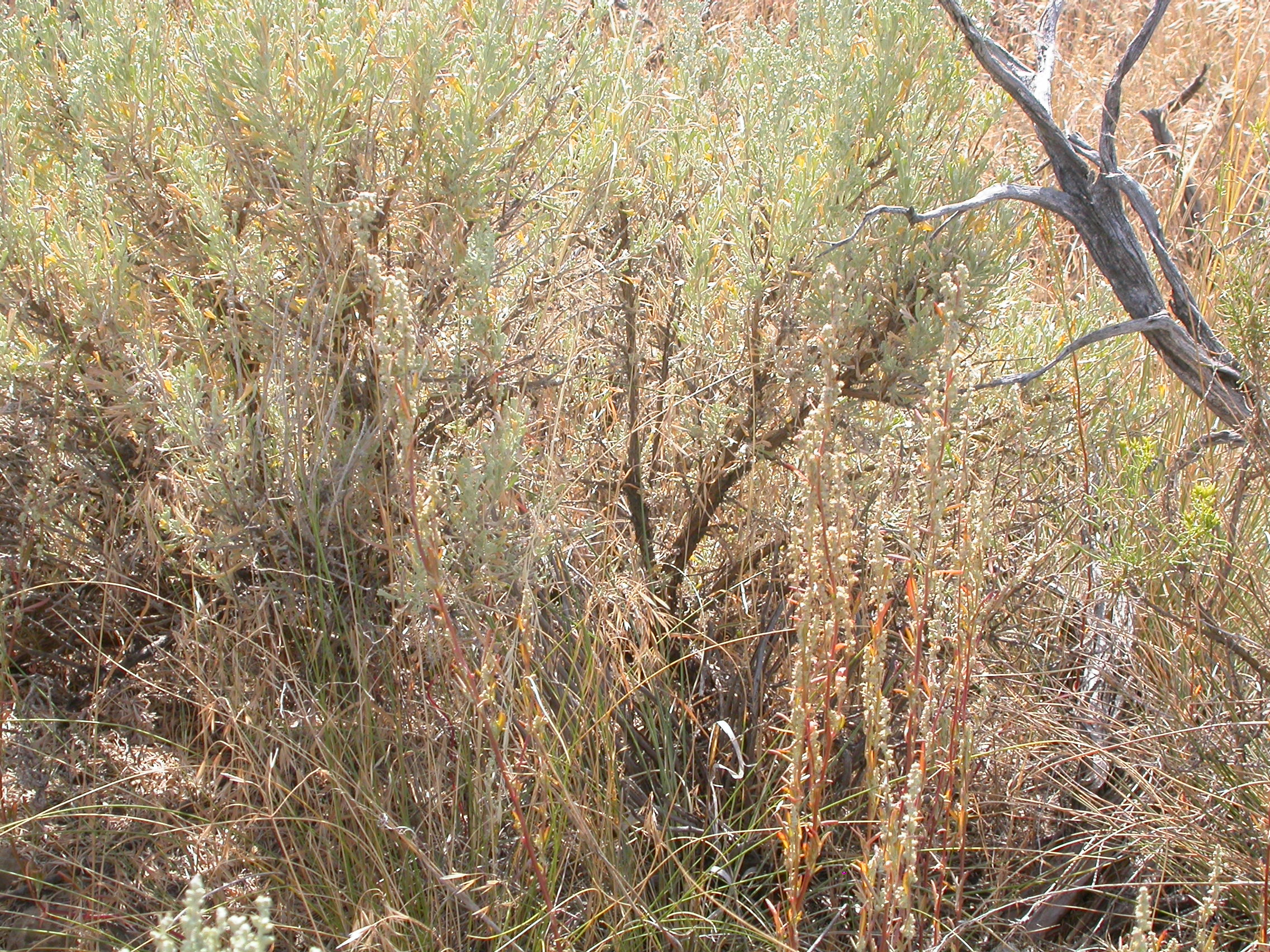